# コンフェッションズ・オン・ア・ダンスフロア
『コンフェッションズ・オン・ア・ダンスフロア』 (Confessions on a Dance Floor) は、2005年にリリースされたマドンナの10枚目のスタジオ・アルバム。

## 概要
2003年の『アメリカン・ライフ』以来となる約2年ぶりのスタジオ・アルバム。マドンナが社長を務めていたレーベル会社「マヴェリック」の経営権を親会社のワーナー・ブラザース・レコードに譲渡したため、この作品からレーベル名がワーナー・ブラザースのみの表記となった。
発売前の2005年8月、マドンナが落馬事故で左腕を骨折。レコーディングは終えておりプロモーション活動にも支障はなかったものの、先行シングル「ハング・アップ」のミュージック・ビデオの一部では左腕を黒い三角巾で固定している場面がある。
全曲ダンス・ミュージックで構成、全曲ノンストップの収録でスタジオ・アルバムとしては自身初の試みが施されている。プロデューサーはマドンナ及びスチュアート・プライス（過去2度のワールドツアーの音楽ディレクターでもある）のほか、ミルウェイズ（『ミュージック』・『アメリカン・ライフ』に引き続き起用）も参加している。ダンス・ミュージックを主体としたアルバムながら、タイトル通り自身の内心を曝け出したような内省的な作風でもある。これについてマドンナ本人は「多くの人がダンス・ミュージックについて軽く表面的で、ただ楽しむためにあるものと思っている。それはそれでいいけど、私は何の意味も持たない曲を12曲も書くなんて出来なかった。どうしても自分の感情や視点が曲に入ってしまうの。」といい、これがアルバム・タイトルの意味でもあると語った。
ポップ・ミュージック史上最多の世界40か国で1位を獲得し、セールスは前作『アメリカン・ライフ』を遥かに上回る1200万枚を突破。国際レコード産業連盟（IFPI）が発表した「2005年の全世界アルバム・セールス・ランキング」では、第6位（630万枚）を記録している。
第49回グラミー賞では最優秀エレクトリック／ダンス・アルバム賞を受賞した。
日本では、オリコンの「2006年洋楽年間ヒットチャート」で第7位（35万枚）にランクインし、49週チャートインするなどマドンナの歴代アルバムの中でも日本国内最高のセールスを記録している。2005年11月からは、日本テレビ系『DRAMA COMPLEX』の主題歌としてアルバム全曲が週替わりで使用され、なかでも「フューチャー・ラヴァーズ」は世界初公開となった。2005年12月には、本作のプロモーションのために12年ぶりの来日を果たした。
2006年5月からワールドツアー『コンフェッションズ・ツアー』を開催、同年9月には13年ぶりの来日公演を行った。

## コンフェッションズ・オン・ア・ダンスフロア〜ジャパン・ツアー・エディション
2006年8月23日に『コンフェッションズ・ツアー』の来日公演の開催を記念して、来日記念盤『コンフェッションズ・オン・ア・ダンスフロア〜ジャパン・ツアー・エディション』が日本限定でリリースされた。通常盤CDに、「ハング・アップ」と「ソーリー」のミュージック・ビデオとメイキング映像を世界初収録したDVD（日本語字幕付）がカップリングされており、マドンナのスタジオ・アルバムとしては初の2枚組作品となる。

## 収録曲
| #   | タイトル                                         | 作詞・作曲                                                                             | プロデューサー                                      | 時間 |
| --- | ------------------------------------------------ | -------------------------------------------------------------------------------------- | --------------------------------------------------- | ---- |
| 1.  | 「ハング・アップ」(Hung Up)                      | マドンナ、スチュアート・プライス、ベニー・アンダーソン、ビョルン・ウルヴァース         | マドンナ、プライス                                  | 5:36 |
| 2.  | 「ゲット・トゥゲザー」(Get Together)             | マドンナ、アンダース・バッゲ、ピール・アストローム、プライス                           | マドンナ、プライス                                  | 5:30 |
| 3.  | 「ソーリー」(Sorry)                              | マドンナ、プライス                                                                     | マドンナ、プライス                                  | 4:43 |
| 4.  | 「フューチャー・ラヴァーズ」(Future Lovers)      | マドンナ、ミルウェイズ・アマッザイ                                                     | マドンナ、アマッザイ                                | 4:51 |
| 5.  | 「アイ・ラヴ・ニューヨーク」(I Love New York)    | マドンナ、プライス                                                                     | マドンナ、プライス                                  | 4:11 |
| 6.  | 「レット・イット・ウィル・ビー」(Let It Will Be) | マドンナ、アマッザイ、プライス                                                         | マドンナ、プライス                                  | 4:18 |
| 7.  | 「フォービドゥン・ラヴ」(Forbidden Love)         | マドンナ、プライス                                                                     | マドンナ、プライス                                  | 4:22 |
| 8.  | 「ジャンプ」(Jump)                               | マドンナ、ジョー・ヘンリー、プライス                                                   | マドンナ、プライス                                  | 3:46 |
| 9.  | 「ハウ・ハイ」(How High)                         | マドンナ、クリスチャン・カールソン、ポントゥス・ウィンバーグ、ヘンリック・ジョンバック | マドンナ、ブラッドシャイ&アヴァント、プライス (co.) | 4:40 |
| 10. | 「アイザック」(Isaac)                            | マドンナ、プライス                                                                     | マドンナ、プライス                                  | 6:03 |
| 11. | 「プッシュ」(Push)                               | マドンナ、プライス                                                                     | マドンナ、プライス                                  | 3:57 |
| 12. | 「ライク・イット・オア・ノット」(Like It or Not) | マドンナ、カールソン、ウィンバーグ、ジョンバック                                       | マドンナ、ブラッドシャイ&アヴァント                 | 4:31 |

| #  | タイトル                                 | 作詞 | 作曲・編曲 | ディレクター       | 時間  |
| -- | ---------------------------------------- | ---- | ---------- | ------------------ | ----- |
| 1. | 「ハング・アップ」                       |      |            | ヨハン・レンク     | 5:27  |
| 2. | 「メイキング・オブ・「ハング・アップ」」 |      |            | ヨハン・レンク     | 14:08 |
| 3. | 「ソーリー」                             |      |            | ジェイミー・キング | 4:48  |
| 4. | 「メイキング・オブ・「ソーリー」」       |      |            | ジェイミー・キング | 14:38 |